# Mermessus paludosus
Mermessus paludosus là một loài nhện trong họ Linyphiidae.
Loài này thuộc chi Mermessus. Mermessus paludosus được Alfred Frank Millidge miêu tả năm 1987.